# Pierre Long
Pierre Long est un homme politique français né le 22 mai 1746 à Beaumont-de-Lomagne (Tarn-et-Garonne) et décédé le 13 mai 1821 à Toulouse.

## Biographie
Né en 1746, Pierre Long est le fils d'autre Pierre Long, marchand à Beaumont-de-Lomagne et de Marie Saint Paul. En 1798, il épouse à Toulouse Jeanne Julie Saint Paul, fille d'un ancien négociant de cette ville. Il décède à Toulouse en 1821 à l'âge de 74 ans.

## Carrière
Procureur du roi à Beaumont, Pierre Long est député du tiers état aux États généraux de 1789 pour le pays et jugerie de Rivière-Verdun. Membre de l'Assemblée constituante jusqu'au 30 septembre 1791, il intervient sur les questions d'organisation des tribunaux et des municipalités. 
Entré dans la vie active, il devient inspecteur des douanes à Toulouse après la Révolution.
En 1832, son fils Jean, lieutenant des douanes à Latour-de-Carol, épouse une nièce du député Laurent Garcias .

## Sources
- « Pierre Long », dans Adolphe Robert et Gaston Cougny, Dictionnaire des parlementaires français, Edgar Bourloton, 1889-1891 [détail de l’édition]